# アドヴォカート
アドヴォカート(advocaat)は、オランダ産の黄色い濃厚なクリーム状のリキュール。卵黄・香りのよいスピリッツ・砂糖・ブランデーと、少量のバニラから作られる。甘くて口当たりがよい。アルコール度数は15％。
"アドヴォカート"とはオランダ語で「弁護士」という意味。この酒を飲むとまるで弁護士のように弁舌がさわやかになるとうたわれている。

## 種類
アドヴォカートには2つの種類がある。
主にオランダ国内で販売されている「濃い」アドヴォカートには卵黄のみが含まれていて、そのままスプーンですくって食べたり、アイスクリームやペーストリーなどのデザートに用いたりする。また、食前酒・食後酒として出されることもある。伝統的には、口の広いグラスに入れてホイップクリームをかけ、上からココアパウダーをまぶして供される。
主に輸出用として売られている「薄い」アドヴォカートは全卵を使っており、特にカクテルに適するよう作られている。アドヴォカートをつかったカクテルで有名なものとしては、スノーボール（アドヴォカートと炭酸レモネードを混ぜたもの）がある。